# Dabbahu
El Dabbahu, també anomenat Boina, Boyna o Moina) és un volcà actiu situat a la depressió d'Àfar, a Etiòpia, al sud-oest de la depressió de Danakil, prop del volcà Alayta. El cim s'eleva fins als 1.442 msnm.
Aquest estratovolcà data de l'Holocè i està format per colades de lava procedents de cons de lava i pedra tosca. No es tenia constància de cap erupció en temps històrics fins que el 2005 se'n va produir una que obligà a evacuar a més de 6.000 persones dels pobles veïns. L'erupció va formar una fissura de 500 metres de longitud i un con de 30 metres d'ample a l'extrem sud de la fissura. Les cendres van arribar fins a Teru, 40 km al sud-oest del volcà.